# 월하
"월하"는 오인천 감독의 작품으로, 2017년에 개봉한 대한민국의 공포영화이다. ‘월하의 공동묘지’를 리메이크가 아닌, 페이크 다큐멘터리의 형식으로 현대적으로 재해석을 하였다.
1967년작 "월하의 공동묘지"
에 나오는 '기생월향지묘'가 실제로 존재한다는 설정으로, 이를 찾아 나선 탐사팀이 겪는 일을 모큐멘터리 형식으로 그렸다.
원작의 유명한 공포장면을 변형하여 추가하였으며, 영화 도입부에는 원작에서와 같이 변사(辯士)가 등장한다.
2017년 10월, 제5회 미국 포틀랜드 필름 페스티벌(Portland Film Festival, PDXFF)에 공식 초청, 상영되었다.

## 캐스팅
- 윤진영
- 정성훈
- 김준섭
- 히로타 마사미

## 같이 보기
- "월하의 공동묘지"
- 분묘기지권